# 九龍巴士28S線
九龍巴士28S線是香港九龍一條由觀塘（裕民坊）單向往樂華的巴士路線，途經功樂道，屬28B線之特別班次，只在上課日時間服務，假日停開。

## 歷史
- 2013年3月28日：投入服務，祇在星期一至五上課日提供服務，取代原有28A繞經功樂道特別班次。[1][2][3]
- 2015年12月31日：增設到站時間預報。
- 2021年4月2日：配合裕民坊公共運輸交匯處啟用，觀塘總站由裕民坊遷至該處的巴士總站部分，經物華街西行返回康寧道原有路線，惟當天為學校假期，因此實際上於同年4月7日方正式實施。

## 服務時間
- 觀塘（裕民坊）開：
  - 星期一至五上課日：07:35、07:50

星期六、日、公眾假期及學校假期不設服務

## 收費
全程：$4.3
| - 本線設有12歲以下小童及65歲或以上長者半價優惠。 - 65歲或以上香港居民使用「樂悠咭」，以及12歲以下合資格殘疾兒童使用「殘疾人士身份」個人八達通繳付車資，均可享有每程$2.0或半價（以較低者為準）的票價優惠；12至64歲合資格殘疾人士使用「殘疾人士身份」個人八達通（包括「樂悠咭」），以及60至64歲香港居民使用「樂悠咭」繳付車資，均可享有每程$2.0或全費（以較低者為準）的票價優惠。 - 65歲或以上長者如使用長者或一般個人八達通繳付車資，則只可享有半價優惠；12至64歲合資格殘疾人士如不使用「殘疾人士身份」個人八達通，以及60至64歲人士如不使用「樂悠咭」繳付車資，必須繳付全費。 - 乘客可以現金或八達通於上車時付款，不設找續。 - 每位成人乘客可免費攜帶最多兩名4歲以下而不佔座位的兒童乘客乘車，超額之4歲以下小童必須繳付小童車費乘車。 - 持有「九巴月票」之乘客在車票有效期內，每日可享最多10程任何九龍巴士及龍運巴士路線（包括本路線，以及聯營路線的九龍巴士／龍運巴士提供的班次；惟乘搭機場「A」及「NA」線則可享原價二七折優惠（不會計算每天10次合資格車程））；而B1線則每日可享最多各2程（不會計算每天10次合資格車程）。 - 九龍巴士、城巴、龍運巴士及陽光巴士全職員工及家屬（不包括外判職員）可免費乘搭本路線，惟必須拍職員或職員家屬八達通。 - 乘客亦可透過多元化電子支付系統（e度嘟）繳付車資，包括使用非接觸式VISA卡、JCB卡、萬事達卡、銀聯卡、美國運通、大來國際、Discover Card、Apple Pay、Google Pay、Samsung Pay、AlipayHK「易乘碼」、支付寶、WeChatHK／微信支付「搭車碼」、銀聯雲閃付「乘車碼」及BOC Pay「乘車碼」。乘客使用此付款方式，使用此支付方式的乘客可享有中途下車之分段收費，以及與其他九巴／龍運獨營路線或聯營線九巴／龍運班次之轉乘優惠，惟不適用於與非九巴／龍運路線之轉乘優惠，亦不能享有「公共交通費用補貼計劃」及「長者及合資格殘疾人士公共交通票價優惠計劃」。 |

## 用車
本線有2輛雙層空調巴士提供服務。

## 行車路線
經：物華街、康寧道、功樂道、康寧道、振華道及樂華邨通道。

### 沿線車站

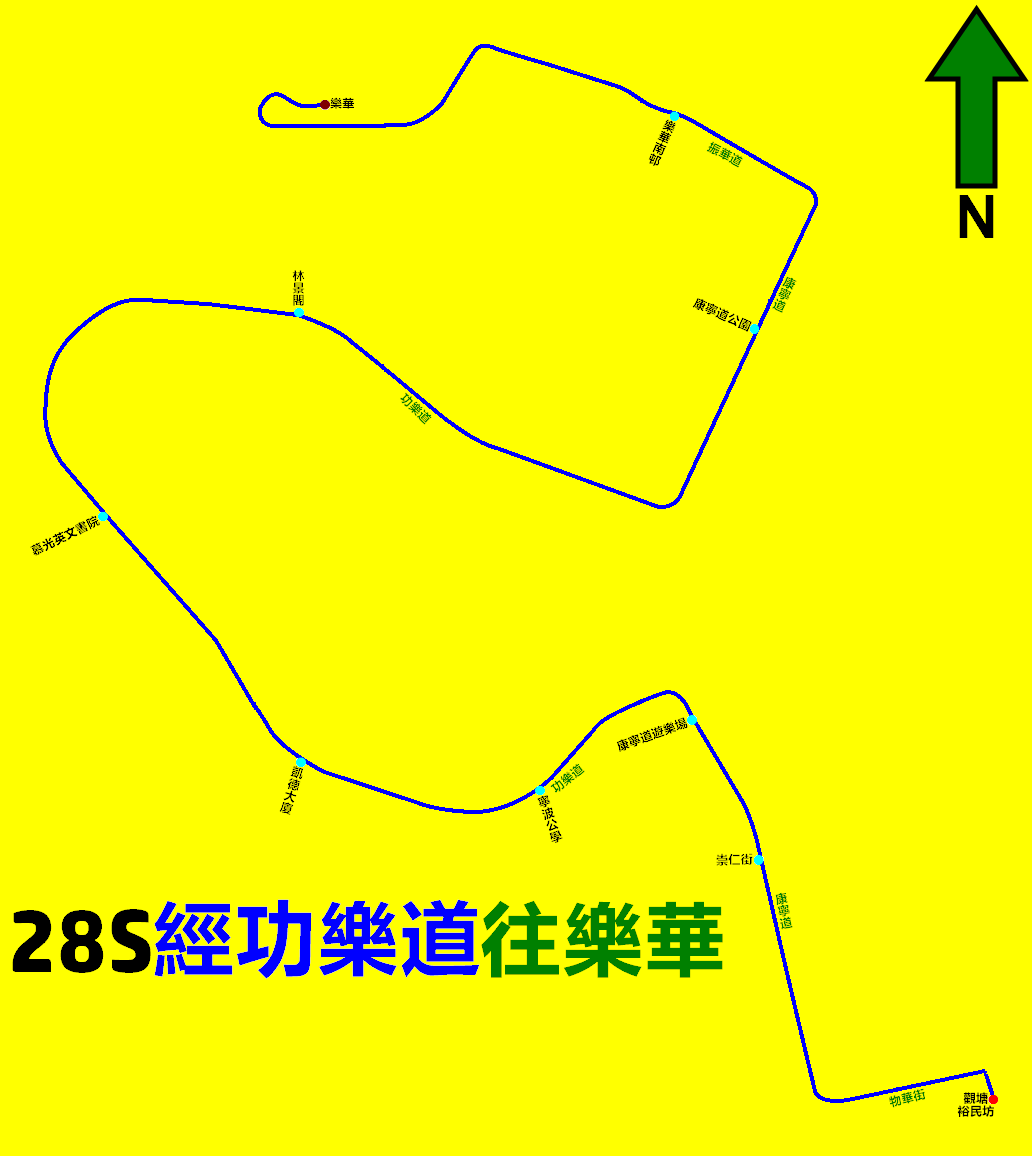
28S線的走線圖

| 觀塘（裕民坊）開 | 觀塘（裕民坊）開       | 觀塘（裕民坊）開     |
| 序號             | 車站名稱               | 位置                 |
| ---------------- | ---------------------- | -------------------- |
| 1                | 觀塘（裕民坊）巴士總站 | 裕民坊公共運輸交匯處 |
| 2                | 崇仁街                 | 康寧道               |
| 3                | 康寧道遊樂場           | 康寧道               |
| 4                | 寧波公學               | 功樂道               |
| 5                | 凱德大廈               | 功樂道               |
| 6                | 慕光英文書院           | 功樂道               |
| 7                | 林景閣                 | 功樂道               |
| 8                | 康寧道公園             | 康寧道               |
| 9                | 樂華南邨               | 振華道               |
| 10               | 樂華巴士總站           | 樂華巴士總站         |

## 外部連結
- 681巴士總站 （页面存档备份，存于）